# Nieder-Ramstädter Straße 152 (Darmstadt)
Das Haus Nieder-Ramstädter Straße 152 ist ein Bauwerk in Darmstadt.

## Geschichte und Beschreibung
Das Landhaus wurde im Jahre 1913 nach Plänen des Architekten Wilhelm Koban erbaut.
Bauherr war der Baron von Sutter. 
Das zweigeschossige Wohnhaus besitzt ein weit heruntergezogenes biberschwanzgedecktes Mansarddach.
Zu den bemerkenswerten Details des Gebäudes gehören die Fenster, die im Giebel erkerähnlich aus der verschindelten Fassade gewölbt sind, die verzierte Fensterbank unterhalb der Giebelfenster, die Fenstergitter, die Klappläden, Erker und die Dachgauben.

## Denkmalschutz
Das sehr gut erhaltene Landhaus ist typisch für Wilhelm Kobans Architektur in Darmstadts Villengebieten.
Aus architektonischen, baukünstlerischen und stadtgeschichtlichen Gründen steht das Landhaus Nieder-Ramstädter Straße 152 unter Denkmalschutz.